# Thomas Jamison
Thomas Jamison (* um 1753; † 27. Januar 1811 in London) war von Beruf Arzt, ein Chirurg. Er war Regierungsbeamter, Händler und Landeigentümer um Sydney in Australien. Jamison war Teilnehmer der First Fleet und 1788 Mitbegründer der Kolonie New South Wales und war später an der Rum Rebellion beteiligt, in der der Gouverneur William Bligh abgesetzt wurde.

## Frühe Jahre
Jamison wurde am 10. Januar 1753 in der Presbyterian Church, Ballywalter bei Newtownards im County Down in Irland, als Sohn von William Jamison und seiner Frau Mary, geborene Fisher, getauft. Jamison ging in seiner Gemeinde zur Schule, wo auch seine Familie lebte. Er heiratete früh und lebte im benachbarten County Antrim, war Vater mehrerer Kinder (Mary, John und Jane) und studierte Medizin. Er entschied sich nach seinem Studium für den Dienst in der Royal Navy, um die Welt kennenzulernen. Er wurde entweder 1777 oder 1780 zum Chirurgen der Marine ernannt und heuerte ab 1786 auf HMS Sirius an. Er war mit Rebecca verheiratet.

## Australien
Jamison erreichte New South Wales in Australien mit dem Flaggschiff der First Fleet im Januar 1788 auf der Sirius und wurde im März desselben Jahres von Arthur Phillip zur Besiedlung von Norfolk Island geschickt. Dort wurde er später von Gouverneur Phillip zum Assistenzarzt der Kolonie, nachdem die Sirius an der Insel zerschellte, ernannt. Er blieb auf Norfolk Island, bis er im Oktober 1799 abgelöst wurde, um anschließend bis September 1800 in Sydney seinen Dienst zu verrichten. Anschließend ging er nach England, wo er mit dem Schiff in privater Angelegenheit nach Rio de Janeiro segelte und im Juni 1802 wieder nach Sydney kam. Im Jahr 1801 meldete Lord Hobart Philip Gidley King, dass Jamison der Nachfolger von William Balmain zum General-Chirurg von New South Wales ernannt wurde.
Im Jahr 1804 führte Jamison mit den Chirurgen John Harris und John Savage die erste erfolgreiche Schutzimpfung von Kindern gegen Pocken durch, von der Savage später sagte, dass sie auf seine Initiative zurückging. Er gab am 14. Oktober 1804 das erste medizinische Bulletin Australiens, die General Observations on the Smallpox (deutsch: Allgemeine Untersuchung auf Pocken), heraus. Im Jahr 1805 zeigte er zwei Chirurgen-Assistenten, Mileham und Savage, beim Kriegsgericht wegen Vernachlässigung ihrer Pflichten bei einer Kindesgeburt an. Aber das Kriegsgericht erklärte sich für derartige Delikte für nicht zuständig. Dieses Problem zeigte, dass die wachsende Bevölkerung Australiens nicht mehr ausreichend medizinisch versorgt werden konnte. Er wollte diese Situation verändern und stellte deshalb Anträge beim zuständigen Gouverneur Bligh, die dieser ablehnte. In dieser Auseinandersetzung beantragte Jamison für sich und seine Familie im Jahr 1806 die Erlaubnis, außer Landes nach England zu gehen, die Bligh verneinte und lediglich die Erlaubnis zur Ausreise mit der Auflage erteilte, dass er vor seiner Abreise für medizinischen Ersatz zu sorgen habe.

## Handel und Rum Rebellion
In der Zeit nach Gouverneur Arthur Phillip gab es eine Entwicklung, die darin einmündete, dass Rum wie ein Zahlungsmittel gehandelt wurde und dass das New South Wales Corps die Verteilung und die Vertriebswege beherrschte. Bligh beschuldigte Jamison, John Macarthur und D’Arcy Wentworth der Beteiligung am illegalen Handel mit Spirituosen und dass sie ihren Aufgaben nicht nachkommen. Er teilte dem Colonial Office mit, dass er Jamison für unfähig halte und ihn deshalb entlassen werde. Deshalb war es keine Überraschung, dass Jamison auf der Seite der Unterstützer der Amtsenthebung von Bligh war. Nach der Amtsenthebung von Bligh wurde er Marine-Officer in der Rebellen-Regierung, war Teilnehmer am Komitee, die Blighs Unterstützer vernahm und seine persönlichen schriftlichen Unterlagen sichtete. Jamison segelte nach England, um den angeklagten Johnston beim Kriegsgericht zu unterstützen.
Jamison war tief ins Handelsgeschäft verwickelt. Er brachte Weizen und Schweine im Wert von 15.000 Pfund Sterling zu den Siedlern auf Norfolk Island. Mit seinen Partnern Garnham Blaxcell und Macarthur investierte er in großem Umfang in den Holzhandel. Nach seiner Rückkehr nach England überschrieb er das Eigentum seinem Sohn John Jamison, der im Jahr 1814 in die Kolonie kam. Der Streit über die Beteiligung am Handel in diesem Geschäft beschäftigte seinen Sohn und Macarthur noch lange nach seinem Tod.
Thomas Jamison starb am 27. Januar 1811 in London und hinterließ seiner Witwe Rebecca eine Pension von 30 Pfund. Er hatte durch seinen Tod keine Gelegenheit mehr, beim anstehenden Kriegsgerichtsverfahren gegen Johnston auszusagen, das im Juni des Jahres 1811 begann.

## Namen
In Australien gibt es eine Stadt Jamisontown, die etwa 56 Kilometer von Sydney entfernt ist und eine Straße in Sydney. In den Blue Mountains in New South Wales befindet sich ein Tal, das Jamison Valley, das Teil des Coxs-River-Canyonsystems ist.